# 허준혁 (1990년)
허준혁(許埈赫, 1990년 9월 30일 ~ )은 전 KBO 리그 연천 미라클의 투수이자, 현 청운대학교 야구부의 투수코치이다.

## 선수 시절

### 아마추어 시절
백마초등학교 3학년 때 야구를 시작했다.

### 한국 프로야구 시절

#### 롯데 자이언츠시절
2009년에 입단하였다. 주로 중간 계투로 등판하며 57경기에 등판해 1승, 1세이브, 9홀드, 4점대 평균자책점을 기록했다. 팀 동료이자 동명이인이었던 투수 허준혁과 구분을 두기 위해서 그를 별칭으로 '좌준혁'이라고도 불렀다. 2010년 6월 22일 한화 이글스전에서 구원 등판해 0.1이닝 무실점으로 데뷔 첫 승을 기록했다. 하지만 이듬해에는 7경기 등판에 그쳤으며, 12점대 평균자책점으로 부진했다.

#### SK 와이번스시절
2011년 시즌 후 롯데 자이언츠에서 FA로 영입한 투수 이승호의 보상 선수 자격으로 이적했다. 15경기에 등판해 1홀드, 3점대 평균자책점을 기록했지만 이듬해에는 1군에 오르지 못했다. 2군에서 17경기에 등판해 1패, 5홀드, 7점대 평균자책점을 기록하며 부진했다. 그 해 11월 22일에 열린 2차 드래프트를 통해 두산 베어스로 이적하였다.

#### 두산 베어스시절
2014년에 입단하였다. 입단 초기에는 평범한 성적을 기록했다. 2016년 시즌에 팀의 5선발로 활동하며 4승 7패를 기록했다.

#### 상무 야구단시절
2017년에 입단하였다.

#### 두산 베어스복귀
2018년에 복귀하였다.

### 한국 독립야구 시절

#### 연천 미라클시절
2020년에 입단하였다.

## 야구선수 은퇴 후
2023년부터 청운대학교 야구부 투수코치로 활동한다.

## 출신 학교
- 백마초등학교
- 홍은중학교
- 휘문고등학교
- 영남사이버대학교

## 통산 기록
| 연도 | 팀명  | 평균자책점 | 경기 | 완투 | 완봉 | 승 | 패 | 세 | 홀 | 승률  | 타자 | 이닝  | 피안타 | 피홈런 | 볼넷 | 사구 | 탈삼진 | 실점 | 자책점 |
| ---- | ----- | ---------- | ---- | ---- | ---- | -- | -- | -- | -- | ----- | ---- | ----- | ------ | ------ | ---- | ---- | ------ | ---- | ------ |
| 2010 | 롯데  | 4.28       | 57   | 0    | 0    | 1  | 0  | 1  | 9  | 1.000 | 182  | 40    | 43     | 5      | 22   | 3    | 30     | 22   | 19     |
| 2011 | 롯데  | 12.00      | 7    | 0    | 0    | 0  | 0  | 0  | 0  | -     | 16   | 3     | 3      | 1      | 6    | 0    | 2      | 4    | 4      |
| 2012 | SK    | 3.86       | 15   | 0    | 0    | 0  | 0  | 0  | 1  | -     | 77   | 16.1  | 17     | 1      | 13   | 1    | 7      | 7    | 7      |
| 2014 | 두산  | 14.21      | 8    | 0    | 0    | 0  | 0  | 0  | 0  | -     | 39   | 6.1   | 17     | 1      | 4    | 2    | 3      | 10   | 10     |
| 2015 | 두산  | 3.57       | 16   | 0    | 0    | 3  | 2  | 0  | 0  | 0.600 | 282  | 63    | 52     | 7      | 41   | 6    | 45     | 37   | 25     |
| 2016 | 두산  | 5.64       | 28   | 0    | 0    | 4  | 7  | 0  | 0  | 0.364 | 410  | 89.1  | 106    | 17     | 39   | 7    | 56     | 61   | 56     |
| 2018 | 두산  | 27.00      | 1    | 0    | 0    | 0  | 1  | 0  | 0  | 0.000 | 12   | 1.2   | 4      | 0      | 3    | 0    | 1      | 5    | 5      |
| 통산 | 7시즌 | 5.16       | 132  | 0    | 0    | 8  | 10 | 1  | 10 | 0.444 | 1018 | 219.2 | 242    | 32     | 128  | 19   | 144    | 146  | 126    |